# Рушев, Николай Константинович
Николай Константинович Рушев (12 июня 1918 — 23 октября 1975) — русский советский театральный художник, отец Нади Рушевой.

## Биография
Родился в Тамбове в семье оперного певца Константина Николаевича Рушева (1895—1962) и преподавательницы словесности Клавдии Алексеевны Рушевой (урождённая Лебедева, ум. в 1945). Детство прошло в Москве.
Окончил Московский текстильный институт, в 1945 году был приглашён в Тувинский музыкально-драматический театр в качестве художника. Там познакомился с балериной Натальей Ажикмаа (1926—2015). Осенью 1946 года состоялась их свадьба. В 1948 году Николай Рушев был откомандирован в Сталинабад, где был назначен художником-постановщиком в Русском драматическом театре. 
В 1950 году семья Рушевых была направлена в Монголию, где в Улан-Баторе Наталья стала работать педагогом-балетмейстером, а Николай театральным художником. 31 января 1952 года у них родилась дочь, которую они назвали Найдан. Летом 1952 года переехали в Москву. Наталья оставила балет и занималась воспитанием дочери, Николай работал на Центральном телевидении художником в редакции театральных постановок.
После смерти дочери в 1969 году Николай занимался организацией выставок её рисунков, совместно с Г. В. Панфиловым подготовил альбом её рисунков. Он также писал книгу на основе своих заметок. После завершения работы попал в больницу, где был диагностирован рак.
23 октября 1975 года в Тамбове Н. К. Рушев скончался. Похоронен на 1 уч. Покровского кладбища Москвы рядом с дочерью.

## Семья
- Ажикмаа-Рушева, Наталья Дойдаловна (1926—2015) — жена, балерина, играла в Таджикском театре оперы и балета имени С. Айни.
  - Рушева, Надежда (Найдан) Николаевна (1952—1969) — дочь, художница.
- Зоя Анатольевна Грандберг — двоюродная сестра (ум. 7 мая 2013)[6].

## Память

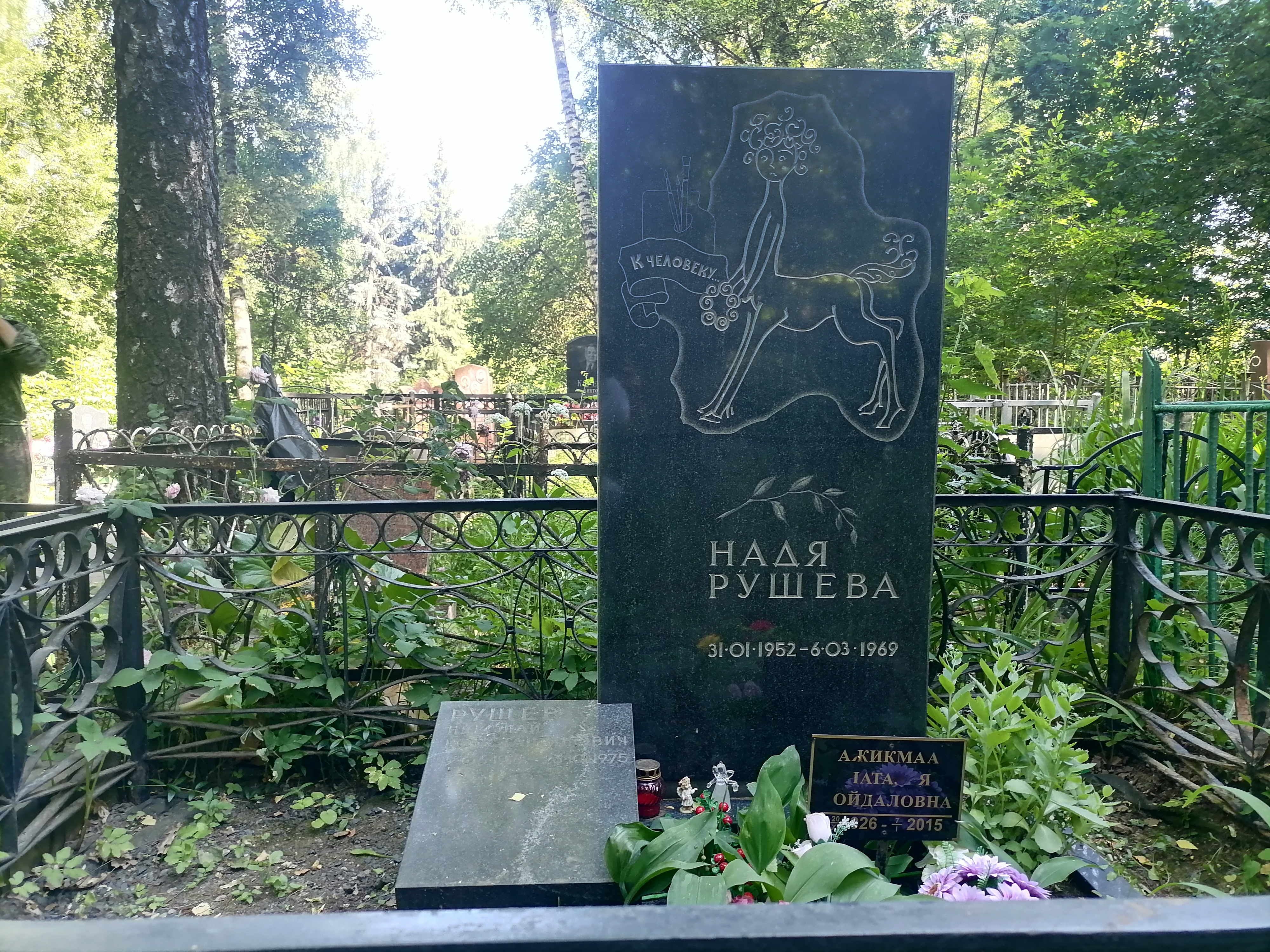
Семейное захоронение Рушевых на Покровском кладбище

Написал воспоминания «Последний год Надежды». Более четверти века рукопись пролежала в московской квартире Рушевых, где единственной хранительницей оставалась Наталья Ажикмаа-Рушева. В юбилейный для Нади Рушевой год её мама любезно предоставила газете «Центр Азии» возможность впервые опубликовать отрывки из этого дневника.